# 쌍둥이 줄루줄리
쌍둥이 줄루줄리는 AB 프로덕션이 제작한 TV 애니메이션 시리즈이다. 1991년 11월 13일부터 1992년까지 TF1에서 총 52화로 방영되었다.
대한민국에서는 1994년에 SBS에서 방영되었다.

## 이야기
19세기 말 한날 한시에 중국과 프랑스에서 2명의 아이가 동시에 태어나는데 남자아이는 줄루, 여자아이는 줄리라는 이름을 갖게된다.

## 등장인물
- 줄루 투르니에르
- 줄리 투르니에르
- 태후
- 마르텡
- 포동
- 호 콴
- 소우 코우
- 지오반

## 방영 에피소드
1. 탄생
2. 바다에서의 죽음
3. 새 생활
4. 파리 여행
5. 발견
6. 적군이 오다
7. 공격
8. 끔직한 사건
9. 함정
10. 탈출구
11. 친구 또는 적
12. 밤의 위험
13. 불같은 친구
14. 위험으로 가는 길
15. 영웅 함정으로
16. 쌍둥이 인형이 팔리다
17. 그림자의 심장
18. 운명의 토끼
19. 여정이 이어지다
20. 교차 경로